# ليه إليس
ليه إليس (2 مارس 1936 في أستراليا - ) (بالإنجليزية: Les Ellis)‏ هو لاعب كريكت أسترالي.

## وصلات خارجية
- ليه إليس على موقع إي آس بي آن كريك إنفو (الإنجليزية)